# Omphalophana arctata
Omphalophana arctata är en fjärilsart som beskrevs av Achille Guenée 1852. Omphalophana arctata ingår i släktet Omphalophana och familjen nattflyn. Inga underarter finns listade i Catalogue of Life.